# Fitz and The Tantrums
Fitz and the Tantrums — американская музыкальная группа из Калифорнии, исполняющая инди-поп и неосоул.

## О группе
Создателем группы является Майкл Фицпатрик. В 2008 году в Лос-Анджелесе он создал сольный неосоул-проект, записывая песни с использованием старинного церковного органа. Первые песни были записаны вместе со школьным другом Фицпатрика Джеймсом Кингом, который исполнял партии духовых. После того, как к группе присоединилось ещё несколько музыкантов, включая вокалистку Ноэль Скегс, в 2009 году у группы вышел дебютный мини-альбом Songs for a Breakup: Volume 1. Вслед за ним в 2010 году музыканты выпустили первый полноформатный альбом Pickin' Up The Pieces, синглом с которого стала песня «MoneyGrabber».
В 2014 году вышел второй альбом More Than Just a Dream, а песня «Out of My League» оказалась на вершине хит-парада Alternative Songs американского журнала Billboard. В 2016 году группа выпустила свой третий альбом, названный Fitz and the Tantrums, содержащий сингл «HandClap», пробившийся в чарт Billboard 200. Вслед за этим у Fitz and the Tantrums вышло ещё два полноформатных альбома — All the Feels (2019) и Head Up High (2021).

## Состав
- Майкл Фицпатрик — вокал, клавишные
- Ноэль Скегс — вокал, перкуссия
- Джозеф Карнс — бас-гитара
- Джеймс Кинг — саксофон, флейта, клавишные, перкуссия, гитара
- Джереми Русумна — клавишные
- Джон Уикс — ударные, перкуссия

## Дискография группы
- Pickin' Up the Pieces (2010)
- More Than Just a Dream (2013)
- Fitz and the Tantrums (2016)
- All the Feels (2019)
- Head Up High (2021)